# Доведение до абсурда

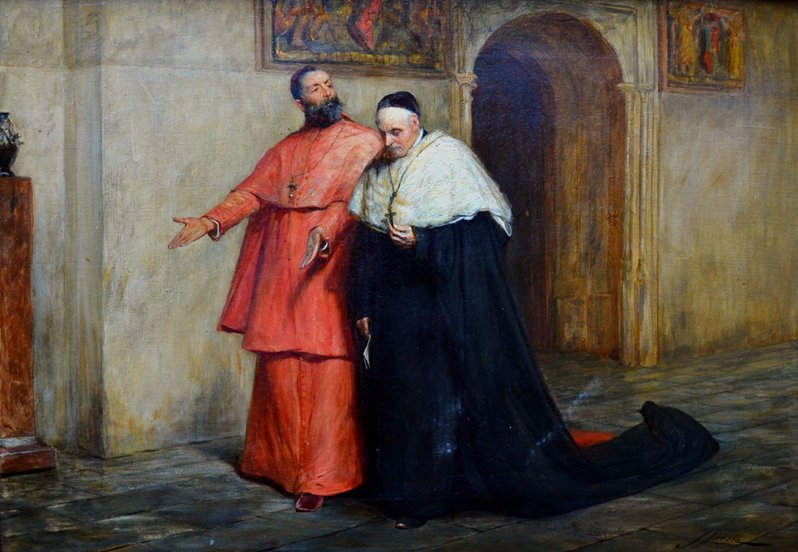
Джон Петти. «Редукцио ад абсурдум» (Reductio Ad Absurdum ‘Доведение до абсурда’).

Доведение до абсурда (лат. reductio ad absurdum), приведение к нелепости — логический приём, которым доказывается несостоятельность какого-нибудь мнения таким образом, что или в нём самом, или же в вытекающих из него следствиях обнаруживается противоречие.
В другом источнике указано, что Reductio ad absurdum — опровержение положения путём выведения из него явно ложных и невозможных заключений. Апагогическое доказательство — то же, что reductio ad absurdum.

## В математической логике
Метод приведения к абсурду используется в математической логике в виде умозаключения. Если требуется доказать истинность некоторого утверждения {\displaystyle A}, то образуют отрицание этого утверждения {\displaystyle {\overline {A}}} и находят такое утверждение {\displaystyle B}, что оказывается возможным одновременно доказать выводимости {\displaystyle {\overline {A}}\vdash B} и {\displaystyle {\overline {A}}\vdash {\overline {B}}}, то есть прийти к абсурду. На основании этого делают логическое заключение, что утверждение {\displaystyle A} истинно.
Метод приведения к абсурду основан на тождественно истинном высказывании: {\displaystyle (({\overline {A}}\Rightarrow B)\land ({\overline {A}}\Rightarrow {\overline {B}}))\Rightarrow A}. Следовательно, формула {\displaystyle A} выводима из формул {\displaystyle {\overline {A}}\Rightarrow B} и {\displaystyle {\overline {A}}\Rightarrow {\overline {B}}}.

## Риторический приём
Необходимо различать логическое безэмоциональное упрощение высказывания и приём пропаганды, когда софист опровергает мнение, искусственно усиленное до абсурда. Также абсурдность обсуждаемого высказывания должна оцениваться в контексте цели беседы (решаемой проблемы).[уточнить]

## Примеры
- Земля не может быть плоской; в противном случае мы бы обнаружили, что люди падают с края. Пример утверждает, что отрицание предпосылки привело бы к нелепому выводу вопреки свидетельству наших чувств. Доказательство от абсурдного будет выглядеть следующим образом. Предположим, что Земля плоская. Тогда, если бы кто-то подошёл к краю, он бы упал. Однако в реальности никто никогда не наблюдал края Земли и не сообщал о падениях с него. Это противоречие между тем, что должно было бы быть, и тем, что есть, указывает на ложность исходного предположения. Следовательно, Земля не плоская.
- Нет наименьшего положительного рационального числа, потому что если бы оно было, то его можно было бы разделить на два, чтобы получить меньшее. В данном случае доказательство от абсурдного должно выглядеть так: когда наименьшего положительного рационального числа не существует, то происходит парадоксальное событие — из этого числа появляется новое, ещё более маленькое, что невозможно, значит, такое рациональное число не существует.
- В 2011 году власти Австрии разрешили пастафарианину Нико Альму сфотографироваться на водительское удостоверение с дуршлагом на голове как религиозным головным убором. Нико Альм подал соответствующее заявление тремя годами ранее, тем самым используя аргумент reductio ad absurdum (сведение к абсурду) против разрешения мусульманам фотографироваться на документы в хиджабах. Так как фотографии с головными уборами разрешены в Австрии только из религиозных побуждений, он обосновал свой поступок принадлежностью к пастафарианству[5]. «Моя главная цель — заставить людей задуматься над адекватностью системы», — заявил он[6].